# Eumenes gracillimus
Eumenes gracillimus är en stekelart som beskrevs av Giordani Soika. Eumenes gracillimus ingår i släktet krukmakargetingar, och familjen Eumenidae. Inga underarter finns listade i Catalogue of Life.